# Phlyctenosis denticornis
Phlyctenosis denticornis là một loài bọ cánh cứng trong họ Cerambycidae.